# Wolfgang Blochwitz
Wolfgang Blochwitz (8 février 1941 à Geringswalde ; 8 mai 2005 à Bad Berka) fut un footballeur est-allemand. Il honora 19 sélections en équipe d'Allemagne de l'Est de football.

## Carrière
- 1960-1966 :  FC Magdebourg
- 1966-1976 :  FC Carl Zeiss Iéna

## Palmarès
- 19 sélections et 0 but avec la RDA entre 1966 et 1974.
- Coupe d'Allemagne de l'Est de football
  - Vainqueur en 1964, en 1965, en 1972 et en 1974
  - Finaliste en 1968
- Championnat de RDA de football
  - Champion en 1968 et en  1970